# الهيئة السعودية لتسويق الاستثمار
الهيئة السعودية لتسويق الاستثمار هي هيئة حكومية سعودية تأسست بقرار مجلس الوزراء بتاريخ 2 أغسطس 2022. تمتع الهيئة بالشخصية الاعتبارية والاستقلال المالي والإداري، وترتبط تنظيمياً بوزير الاستثمار، ويقع مقرها الرئيس في مدينة الرياض.

## الأهداف
تهدف الهيئة إلى تحقيق التكامل والتعاون بين الجهات والارتقاء بجميع الأعمال والخدمات ذات الصلة بتسويق الاستثمار، وتسويق السعودية لتكون وجهة استثمارية، وإبراز الفرص الاستثمارية في كافة القطاعات، وتعزيز وتوحيد جهود القطاعين العام والخاص في هذا الشأن، وضمان وجود الركائز والدعائم اللازمة من برامج ومشروعات وحوافز لتشجيع وتسهيل الاستثمار بما يعود بالنفع على الاقتصاد الوطني، وذلك في ضوء ما تضعه وزارة الاستثمار وفقاً لاختصاصاتها من سياسات عامة وخطط وبرامج تطويرية للاستثمار.

## المهام
- دعم أنشطة تسويق استثمارات المملكة التي تقوم بها الوزارات والجهات المعنية ومنظومة القطاع الخاص.
- إدارة الهوية الوطنية الموحدة لتسويق الاستثمارات وجذبها في السعودية وتفعيلها بالتنسيق مع الوزارة والجهات المعنية؛ من أجل توحيد الرسائل والمحتوى وتنسيق الجهود التسويقية والإعلامية للاستثمار.
- إدارة منصة (استثمر في السعودية) الإلكترونية، وتحديثها دورياً بالتعاون مع الوزارة والجهات المعنية، وتسويقها وإتاحتها للمستثمرين.
- إعداد الخطط والبرامج المتعلقة بالتسويق -محلياً ودولياً- لتشجيع الاستثمار في المملكة، واستكمال ما يلزم في شأنها بالتنسيق مع الوزارة.
- القيام بحملات تسويقية داخل المملكة وخارجها للتعريف بمزايا وفرص وحوافز الاستثمار في المملكة، أو المساهمة فيها مع الجهات الحكومية.
- وضع الخطط الإعلامية الداعمة لتسويق الاستثمار، وتنفيذها داخل المملكة وخارجها بالتنسيق مع الوزارة.
- عقد وتنظيم الملتقيات والمؤتمرات والمنتديات والمعارض داخل المملكة وخارجها والمشاركة فيها بأي وسيلة ترى مناسبتها، بالتنسيق مع الوزارة والجهات المعنية، بما يخدم تسويق الاستثمار في السعودية.
- إنشاء المؤشرات القياسية والمسوحات الإحصائية المتعلقة بالاستثمار وتنفيذها مباشرة، أو بالتعاون مع الجهات الأخرى ذات الاختصاص، وتطويرها بما يحقق أهدافها، ورفعها إلى الوزارة.
- الاستعانة بذوي الاختصاص والخبراء من الشركات والمؤسسات المحلية والعالمية المتميزة لتقديم منتجات وأدوات احترافية والاستفادة من خبراتها في مجالات اختصاص الهيئة.
- تشجيع ودعم الشراكات المحققة لأهداف التنمية بين المستثمر المحلي والمستثمر الأجنبي.
- إصدار الموافقات اللازمة لإقامة الجهات الحكومية مبادرات تسويق الاستثمار وتشجيعها، وتقديم الدعم الفني لها من خلال دعم مشاركتها في المؤتمرات والفعاليات داخل المملكة وخارجها، وفقاً للإجراءات النظامية.
- العمل على استقطاب المؤتمرات الدولية ذات العلاقة بتسويق الاستثمار، والمساهمة في تطوير المؤتمرات المحلية، ودعمها، واستحداث مبادرات جديدة، وفقاً للإجراءات النظامية.
- التعاون وتبادل الخبرات مع الجهات الحكومية والهيئات والمنظمات الإقليمية والدولية والهيئات المماثلة في الدول الأخرى، في حدود اختصاصات الهيئة.
- الاشتراك في المنظمات والجمعيات الدولية فيما يتعلق باختصاصاتها؛ وفقاً للإجراءات النظامية.
- تمثيل المملكة في المحافل الدولية ذات الصلة باختصاصاتها.
- إعداد الدراسات والأبحاث ذات الصلة بقطاع تسويق الاستثمار.
- إصدار التقارير الدورية والمتخصصة.[3]

## مجلس الإدارة
يكون للهيئة مجلس إدارة برئاسة وزير الاستثمار، وعضوية كل من:
- أعضاء لا يتجاوز عددهم (أربعة) يمثلون جهات حكومية ذات صلة بنشاط الهيئة.
- ثلاثة من القطاع الخاص من ذوي العلاقة بتسويق الاستثمار، يصدر بتسميتهم أمر من رئيس مجلس الوزراء بناءً على ترشيح من الرئيس.[3]